# Palazzo Tognetti
Pour les articles homonymes, voir Tognetti.
Le Palazzo Tognetti est un palais Art nouveau situé dans le centre historique de Grosseto, Toscane, donnant sur le Corso Carducci, la rue principale de la ville.

## Histoire
Le palais a été commandé par les frères Tognetti, propriétaires d'une agence de presse à Grosseto. Il a été conçu par l'ingénieur Giuseppe Luciani et inauguré en 1910.
Il a des façades richement décorées et il est considéré comme l'un des meilleurs exemples de Stile Liberty à Grosseto et dans le sud de la Toscane,.